# Darinka Dentcheva
Darinka Dentcheva ( búlgaro : Даринка Денчева) es una matemática búlgara-estadounidense, destacada por sus contribuciones al análisis convexo, la programación estocástica y la optimización con aversión al riesgo.

## Escolarización y puestos de trabajo
Dentcheva nació en Bulgaria. Recibió su maestría y doctorado en matemáticas de la Universidad Humboldt de Berlín (Alemania) en 1981 y 1989, respectivamente. En 2006 obtuvo la Habilitación de la Universidad Humboldt de Berlín, para una disertación sobre análisis de valores establecidos.
De 1982 a 1994 Dentcheva estuvo en el Instituto de Matemáticas de la Academia de Ciencias de Bulgaria en Sofía (Bulgaria). En 1997-1999 fue visitante en el Centro de Investigación de Operaciones de Rutgers de la Universidad de Rutgers. En 1999–2000 fue profesora invitada en el Departamento de Ingeniería de Sistemas Industriales y de Manufactura de la Universidad de Lehigh. Desde 2000, Dentcheva ha estado en el Instituto de Tecnología Stevens, donde ocupa un puesto de profesora en el Departamento de Ciencias Matemáticas.

## Principales logros
Dentcheva desarrolló la teoría de las selecciones de multifunción de Steiner, la teoría de las restricciones de dominancia estocástica (junto con Andrzej Ruszczyński ), y contribuyó a la teoría del compromiso unitario en los sistemas de potencia (con Werner Römisch ).
Es autora de 2 libros y más de 70 artículos de investigación.

## Publicaciones más influyentes
- Shapiro, Alexander; Dentcheva, Darinka; Ruszczyński, Andrzej (2009). Lectures on stochastic programming. Modeling and theory. MPS/SIAM Series on Optimization 9. Philadelphia: Society for Industrial and Applied Mathematics. pp. xvi+436. ISBN 978-0898716870.
- Dentcheva, D.; and Ruszczyński, A., Optimization with stochastic dominance constraints, SIAM Journal on Optimization 14 (2003) 548–566.
- Dentcheva, D.; Prékopa, A.; Ruszczyński, A., Concavity and efficient points of discrete distributions in probabilistic programming, Mathematical Programming 89, 2000, 55–77.
- Dentcheva, D.; Römisch, W., Optimal power generation under uncertainty via stochastic programming, in: Stochastic Programming Methods and Technical Applications (K. Marti and P. Kall Eds.), Lecture Notes in Economics and Mathematical Systems, Springer Verlag, 1998.
- Dentcheva, D.;  Helbig, S., On variational principles, level sets, well-posedness, and ∈-solutions in vector optimization, Journal of Optimization Theory and Applications 89, 1996, 325–349.